# Rhadinomphax frondinata
Rhadinomphax frondinata är en fjärilsart som beskrevs av Felder 1875. Rhadinomphax frondinata ingår i släktet Rhadinomphax och familjen mätare. Inga underarter finns listade.